# Aiwengo Rikadze
Aiwengo Rikadze (gruz. აივენგო რიკაძე; ur. 12 kwietnia 1998) – gruziński zapaśnik walczący w stylu klasycznym. Zajął siedemnaste miejsce na mistrzostwach świata w 2021. Brązowy medalista mistrzostw Europy w 2021. 
Pierwszy na MŚ U-23 w 2021 i trzeci w 2019. Trzeci na ME U-23 w 2021. Mistrz świata i Europy kadetów w 2016 roku.